# Напруженість поля
У фізиці напруженість поля означає величину векторного поля. Наприклад, електромагнітне поле призводить як до напруги електричного поля, так і до напруги магнітного поля . На додаток, у радіочастотних телекомунікаціях сила сигналу збуджує приймальну антену і тим самим індукує напругу на певній частоті та поляризації з метою подачі вхідного сигналу до радіоприймача. Вимірювачі напруги поля використовуються для таких програм, як стільниковий зв'язок, радіомовлення, wi-fi та широкий спектр інших застосувань, пов'язаних із радіо.